# Тетяна Ковальчук
Ковальчук Тетяна Іванівна (нар. 24 липня 1979) — колишня українська тенісистка.
Найвищу одиночну позицію світового рейтингу — 184 місце досягла 12 червня 2000, парну — 217 місце — 23 жовтня 2000 року.
Здобула 2 одиночні та 4 парні титули туру ITF.
Завершила кар'єру 2010 року.

## Фінали ITF
| Легенда         |
| --------------- |
| турніри $25,000 |
| турніри $10,000 |

### Одиночний розряд (2–2)
| Результат | Ранг | Дата            | Турнір                 | Покриття | Суперниця    | Рахунок       |
| --------- | ---- | --------------- | ---------------------- | -------- | ------------ | ------------- |
| Перемога  | 1.   | 8 вересня 1996  | Донецьк, Україна       | Ґрунт    | Тетяна Пучек | 7–5, 1–0 ret. |
| Поразка   | 2.   | 21 вересня 1997 | Клуж-Напока, Румунія   | Ґрунт    | Міра Раду    | 7-6, 0-6, 1-6 |
| Поразка   | 3.   | 26 квітня 1999  | Мальє, Італія          | Ґрунт    | Орелі Веді   | 3–6, 2–6      |
| Перемога  | 4.   | 19 вересня 1999 | Реджо-Калабрія, Італія | Ґрунт    | Аліче Канепа | 6-3, 2-6, 6-2 |

### Парний розряд (4–3)
| Результат | Ранг | Дата            | Турнір                 | Покриття | Партнерка          | Суперниці                               | Рахунок       |
| --------- | ---- | --------------- | ---------------------- | -------- | ------------------ | --------------------------------------- | ------------- |
| Перемога  | 1.   | 15 вересня 1997 | Клуж-Напока, Румунія   | Ґрунт    | Ганна Запорожанова | Адріана Барна Магда Міхалаке            | 6–4, 5–7, 6–3 |
| Поразка   | 2.   | 9 травня 1998   | Пряшів, Словаччина     | Ґрунт    | Ганна Запорожанова | Магдалена Зденовкова Яна Лубасова       | 2–6, 4–6      |
| Поразка   | 3.   | 17 травня 1998  | Нітра, Словаччина      | Ґрунт    | Ганна Запорожанова | Патрісія Маркова Сільвія Уріцкова       | 0–6, 3–6      |
| Перемога  | 4.   | 13 липня 1998   | Харків, Україна        | Ґрунт    | Надія Островська   | Наталія Бондаренко Наталія Немчинова    | 6–1, 3–6, 6–1 |
| Перемога  | 5.   | 17 вересня 2000 | Реджо-Калабрія, Італія | Ґрунт    | Зіна Шрайбер       | Андрея Ехрітт-Ванк Марія Паола Дзавальї | w/o           |
| Поразка   | 6.   | 18 червня 2001  | Горіція, Італія        | Ґрунт    | Андрея Ехрітт-Ванк | Мілена Неквапілова Гана Шромова         | 7–5, 1–6, 1–6 |
| Перемога  | 7.   | 26 травня 2002  | Київ, Україна          | Ґрунт    | Ганна Запорожанова | Дар'я Кустова Маґдалена Маршалек        | 6–2, 6–3      |